# Contas contábeis
As Contas contábeis são a estrutura básica do sistema de informação contábil, nela são registradas as transações contábeis de uma entidade. As contas contábeis devem ser expressas com títulos em conformidade com os atos e fatos administrativos provocados, e figurar num plano de contas, de acordo com as suas características, similaridades ou eventos econômicos produzidos. Uma conta deve representar facilmente a operação realizada por uma entidade. No Brasil, conforme o artigo 178 da Lei 6.404/76, "no balanço patrimonial, as contas serão classificadas segundo os elementos do patrimônio que registrem, e agrupadas de modo a facilitar o conhecimento e a análise da situação financeira da companhia". Sem contas contábeis organizadas de forma cartesiana ou racional escrituradas pelo método das partidas dobradas, os sistemas de informação devem ser denominados de gerenciais ou administrativos, não contábeis.

## História
Conforme registros do Paleolítico Superior, as contas, como instrumentos de registros, surgiram antes da invenção da escrita e cálculo, dada a necessidade humana de registrar e controlar seus bens de forma organizada. De forma rudimentar, o ser humano registrava seus bens, através de seixos. Em um rebanho por exemplo, era atribuído um seixo a cada animal e adicionado um seixo a medida que um animal nascia ou era adquirido e retirado a cada decréscimo do animal.  Segundo Cecherelli, tal recurso foi intuitivo e  natural.
Posteriormente, em 4.000 A.C, na Suméria, a humanidade passou a efetuar esse registro através de símbolos abstratos. Na baixa Mesopotâmia, cerca de 3.500 A.C, foram encontrados inscrições em argila onde constava um sistema informativo que seria base para surgimento do Livro diário, Livro razão e posteriormente o Balanço Patrimonial, Nas tabuletas de Lagash, 2.600 A.C, atualmente no Museu do Cincoentenário, de Bruxela, já consta apurações de resultados em “contas do Exercício".

Na obra Summa de Arithmética, Geometria, Proportioni et Proportionalitá do Frei Luca Pacioli, conceituou o registro dos fatos contábeis pelo método das partidas dobradas, sendo no Livro diário feitos pela expressão "POR" e "A", onde "POR" designa a conta devedora, e "A" a conta credor, como ele exemplificou: 
"1493, 8 de novembro, Veneza
1º Por Caixa de Numerário: A Capital Próprio, eu, Fulano de tal, etc.
Débito. 1 em dinheiro, em espécie encontrado presentemente em ouro e moedas;

Crédito. 2 prata e cobre de diversas cunhagens, como aparece na folha do Inventário em Caixa colocado, etc., no total tantos ducados de ouro e moedas ducados, tanto valendo tudo ao câmbio veneziano em base ouro, isto é, a 24 soldos grandes por ducados, e a 32 soldos pequenos em liras de ouro."  Frei Luca Pacioli
Pacioli, também definiu como escriturar o Livro razão, onde são anotados as transações por conta contábil transportados do Livro diário.

### Correntes de Pensamento
Depois de Luca Pacioli, começaram a ser desenvolvidas diversas teorias, originadas através de observações, que foram organizados em correntes de pensamento de acordo com suas semelhanças

#### Contismo
Também conhecida como escola francesa cujas teorias da época foram chamadas de corrente contábil do contismo. A teoria mais popular, chamada de "teoria das cinco contas", criada no século XVIII, por Edmond Degrange, dominou a contabilidade prática durante quase dois séculos, introduziu o livro diário-razão, o qual teve grande aceitação nos Estados Unidos, a ponto de ser mais conhecido como "diário americano". Ao contismo sucederia o neocontismo. As cinco contas:
- mercadorias;
- dinheiro;
- efeitos a receber;
- efeitos a pagar;
- lucros e perdas.[9]

#### Personalismo
Na teoria personalista as contas são comparadas a pessoas com relação com a entidade, assim, o débito de representa uma dívida e um crédito um direito da pessoa. Logicamente, cada débito da entidade é um crédito dos agentes consignatário ou correspondentes, e vice-versa. Nessa teoria a contas se dividem em três grupos:
- Contas dos proprietários, que registram o Patrimônio Líquido, as Receitas e as Despesas.

- Contas dos agentes consignatários, que registram Bens.

- Contas dos agentes correspondentes, que registram os direitos e as obrigações.

#### Materialismo
Na escola materialista, as contas representam relação material com a entidade. Sendo assim, as contas patrimoniais (bens, direitos e obrigações) são chamadas de contas integrais, já as contas do Patrimônio Líquido e de resultado são conhecidas como contas diferenciais.

#### Patrimonialismo
Na corrente patrimonialista , as contas são separadas contas Patrimoniais (Ativo e Passivo) e contas de Resultado (Receitas e Despesas).

## Classificação
Na teoria patrimonialista, suporte das normas nacionais e internacionais de contabilidade, as contas são divididas em contas patrimoniais e contas de resultado.

### Contas patrimoniais
As contas patrimoniais são classificadas como Ativo, Passivo e Patrimônio Líquido. As contas ativas abrigam os bens e os direitos, já nas contas passivas são registradas as obrigações com terceiros e o capital  pertencente aos sócios e acionistas são alocados no Patrimônio Líquido.

### Contas de Resultado
As contas de resultado são classificadas como Receitas e Despesas, nas Receitas são registrados as origem dos fatos contábeis modificativos aumentativos, como receita de venda mercadoria, receita de venda de servições. Nas Despesas são alocados o destino dos fatos contábeis modificativos diminutivos, como despesa de aluguel, despesa de funcionário. 

## Plano de Contas
As contas contábeis fazem parte do sistema de informação contábil cujo objetivo é permitir o controle do patrimônio e das informações destinada as partes interessadas da entidade. Para atender esse objetivos, é necessário de organizá-las em um Plano de Contas.  Para se possibilitar uma eficiente análise de contas divide-se as contas em analíticas e sintéticas.
As contas analíticas representam o último nível de detalhamento do plano de contas, elas recebem a escrituração por meio dos lançamentos contábeis.
Já as contas sintéticas são utilizadas para sumarizar, por soma, o saldo de diversas contas de natureza semelhante. 

## Débito e crédito
Nos livros contábeis, os débitos se inscrevem no lado esquerdo das contas, e os créditos, no lado direito. Pelo método das partidas dobradas, a cada operação, correspondem um ou mais débitos e um ou mais créditos, sendo que a soma dos créditos será igual à soma dos débitos correspondentes. Se uma conta possuir mais débitos que créditos, terá saldo devedor, e se possuir mais créditos que débitos, terá saldo credor.
O fato de se identificarem as origens (credores) e destinos (devedores) dos recursos faz com que os conceitos de débito e crédito sejam difíceis de se compreender à primeira vista, já que eles são erroneamente associados a diminuições e aumentos de capital, respectivamente. Ou seja: crê-se, erroneamente, que débito é sempre ruim e que crédito é sempre bom.